# ヘルクレス座
ヘルクレス座（ヘルクレスざ、ラテン語: Hercules）は、現代の88星座の1つで、プトレマイオスの48星座の1つ。ギリシア神話に登場する勇者ヘーラクレースをモチーフとしている。全天で5番目に大きい星座で、2等星以上に明るい星がなく目立つ星座ではないが、ε・ζ・η・π の4星が作る四辺形は「キーストーン」の名前で知られる。球状星団M13は北天で最も明るく見える球状星団で、全天一の美しさと評される。
古代ギリシア・ローマ期を通じて「ひざまずく者」を意味するエンゴナシン (古希: Ἐνγόνασιν, 羅: Engonasin)、またはエンゴナシ (古希: Ἐνγόνασι, 羅: Engonasi) と呼ばれており、そのモチーフはヘーラクレースと定まっておらず、テーセウスやオルペウス、プロメーテウスなど様々な伝承上の人物が候補として挙げられていた。
公式に学術用語として定められた日本語の星座名は「ヘルクレス」のみであるが、誤って「ヘラクレス座」と記述されることがある。

## 特徴

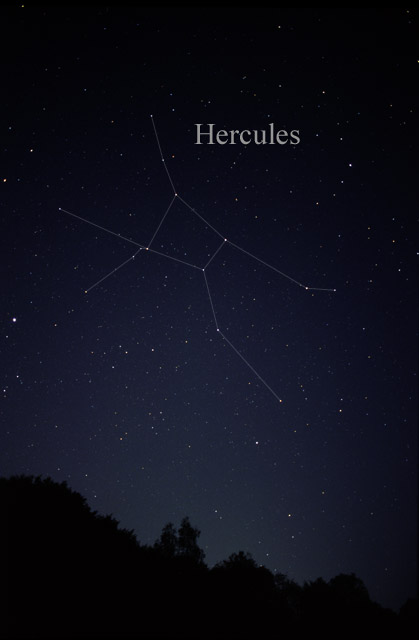
2004年5月に撮影されたヘルクレス座の全景。Hercules の文字の右に見える弧状の星の連なりはかんむり座の星々。

東をこと座とや座、北をりゅう座、北西をうしかい座、西をかんむり座、南西をへび座の頭部、南をへびつかい座、南東をわし座に囲まれている。20時正中は8月上旬頃、北半球では夏の星座とされ、ほぼ年中観望することができる。北端は+51.32°、南端は+3.67°と天の赤道に近い位置にあるため、人類が居住しているほぼ全ての地域から星座の一部を見ることができる。
くじら座に次いで全天88星座で5番目に大きな領域を持つ。最も明るく見えるβ星でも3等星（2.77 等）と目立つ星はないが、十分に暗い空では勇壮なヘーラクレースの姿を描くことができる。中でも、ε・ζ・η・πの4つの星が作る四辺形は、アーチ状の石組みを支える要石に喩えて欧米では「キーストーン (Keystone)」と呼ばれる。
- ヘルクレス座の全景と「キーストーン (Keystone)」と呼ばれるアステリズム（黄線の四辺形）。
- アーチ構造を支えるキーストーンの例。

太陽向点はヘルクレス座の領域内、ν星からわずかに東の赤経 18h 03m 50.280s、赤緯+30° 00′ 16.83″ (J2000.0)に位置している。

## 由来と歴史
ヘルクレス座の起源はメソポタミア地方にあるとされ、シュメール神話に登場するギルガメシュとも関連しているとも言われる。
ヘルクレス座は、古代ギリシア・ローマ期には「ひざまずく者」を意味する「エンゴナシン (古希: Ἐνγόνασιν, 羅: Engonasin)」、または「エンゴナシ (古希: Ἐνγόνασι, 羅: Engonasi)」と呼ばれていた。この「エンゴナシン」が伝承上のどの人物を表すのか、古代ギリシア・ローマを通して様々な説が出されていた。紀元前3世紀前半のマケドニアの詩人アラートスは、紀元前4世紀の古代ギリシアの天文学者クニドスのエウドクソスの著書『パイノメナ (古希: Φαινόμενα)』を元に詩作した詩篇『パイノメナ (古希: Φαινόμενα)』の中で、以下のようにエンゴナシンの正体が明らかでないことをうたっている。

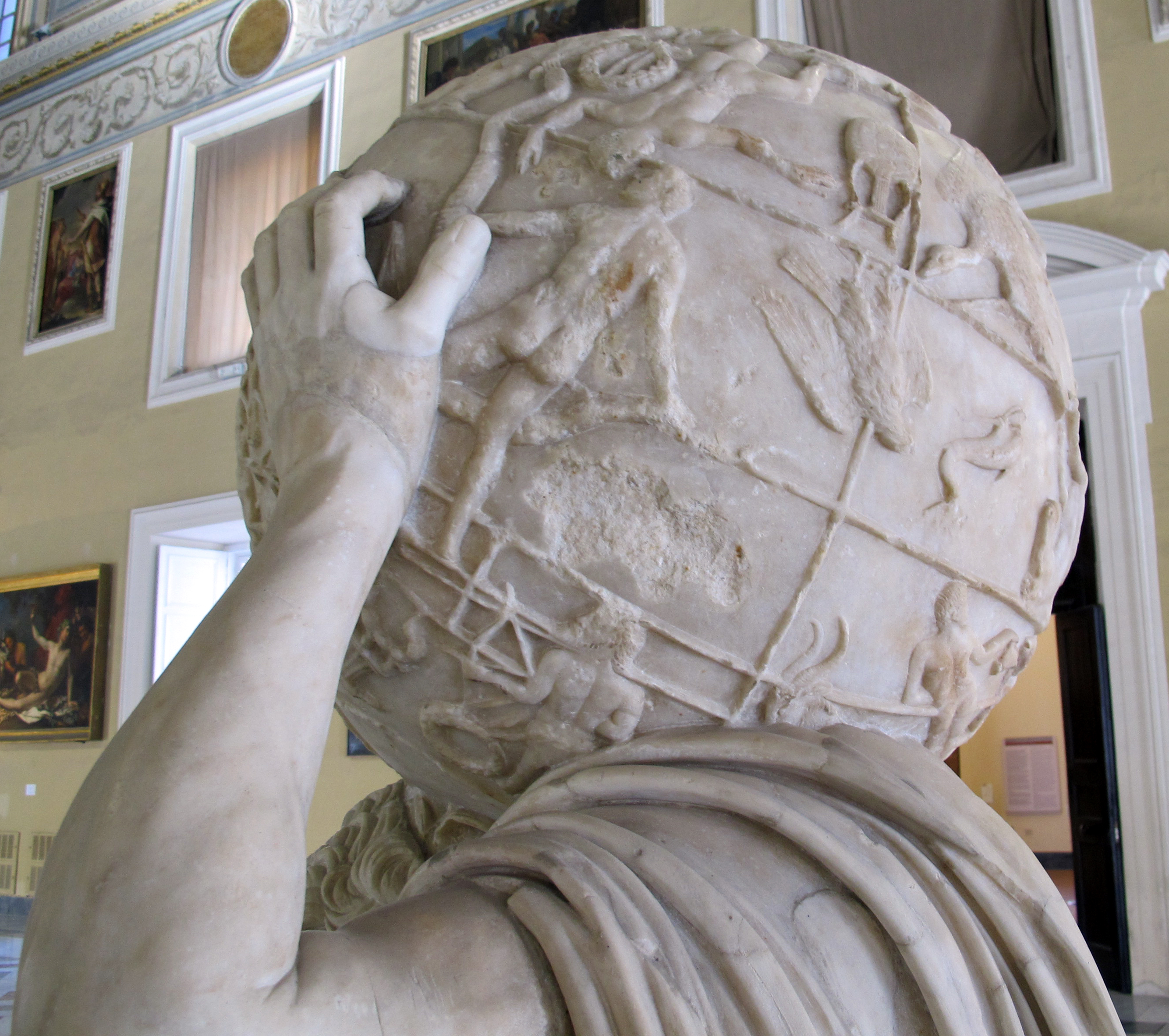
2世紀頃に製作されたとされる大理石の彫像「ファルネーゼ・アトラス」に刻まれたエンゴナシン（天球中央上部）。このエンゴナシンは両手に何も持たない全裸の男性として描かれている。

このエンゴナシンが表す人物をヘーラクレースであると明記した、現存する史料の中でその成立年代が最も古い文献は、紀元前3世紀後半の天文学者エラトステネースの天文書『カタステリスモイ (古希: Καταστερισμοί)』である。エラトステネースは『カタステリスモイ』の中でエンゴナシンを「ヘーラクレースが黄金の林檎を採りに行った際にその番をしていた蛇を片膝で押さえ付けながらもう片方の足で踏みつけ、右手に持った棍棒で殴りつけようとしている姿」とし、19個の星が属するとした。一方、1世紀初頭の古代ローマの著作家ガイウス・ユリウス・ヒュギーヌスは著書『天文詩 (羅: De Astronomica)』の中で、エンゴナシンに属する星の数をエラトステネースと同じく19個とし、その正体について「竜と戦うヘーラクレース」とするエラトステネースを主として紹介した他、以下の異説を列挙した。
- ケーテウス（英語版）

アルカディアの王リュカーオーンの息子の一人で、カリストー（メギストー）の父。紀元前4世紀から紀元前3世紀頃の著作家テゲアのアレイトースに拠る。
- テーセウス

紀元前3世紀から紀元前2世紀にかけての外交官ヘゲシアナクスに拠る。
- タミュリス

トラーキアの音楽家、吟遊詩人。
- オルペウス

トラーキアの女性たちに殺された吟遊詩人。
- リグリア人と戦うヘーラクレース

三大悲劇詩人の一人アイスキュロスの『解放されたプロメテウス (Prometheus Unbound)』に拠る。
- イクシーオーン
- コーカサス山に縛られたプロメーテウス

このほか、アラートスの『パイノメナ』に付された欄外古註ではエンゴナシンが表す人物について、神々を冒涜する行為でそれぞれ罰を受けたシーシュポス・タンタロス・サルモーネウスの3名の名を挙げている。
帝政ローマ期の2世紀頃のクラウディオス・プトレマイオスが著した天文書『マテーマティケー・シュンタクシス (古希: Μαθηματικὴ σύνταξις)』、いわゆる『アルマゲスト』でもこの星座は Ἐνγόνασι とされ、星座を形作る星が28個、星座を形作らない星が1個あるとされた。10世紀のペルシアの天文学者アブドゥッラハマーン・スーフィー（アッ＝スーフィー）は、『アルマゲスト』の第7、8巻を元として964年頃に著した天文書『星座の書』で、エンゴナシンに「（自身の）膝の上にひざまずく者」を意味する al-Jāthī ʿalā Rukbateh という訳を充て、『アルマゲスト』と同じく星座を形作る星が28個、星座を形作らない星が1個属しているとした。
ルネサンス期以降の西洋では、この星座の呼称として Engonasin が使われることは少なくなり、代わりに Hercules という呼称が使われるようになった。たとえば、16世紀ニュルンベルクの版画家アルブレヒト・デューラーが1515年に刊行した北天星図では Hercules という呼称が記されていた。また、16世紀ドイツの天文学者ペトルス・アピアヌスも、1536年に製作した天球図『Imagines Syderum Coelestium』や1540年に著した天文書『Astronomicum Cæsareum（皇帝天文学）』で Hercules という呼称を用いた。デンマークの天文学者ティコ・ブラーエは、1598年1月に製作した手書きの星表『Stellarum octavi orbis inerrantium accurata restitutio』でヘルクレス座に対して HERCVLES ENGONASI という名称を用いた。また、ブラーエの死後の1602年に弟子のヨハネス・ケプラーによって刊行されたブラーエの天文書『Astronomiæ Instauratæ Progymnasmata』に収められた星表では HERCVLES, ENGONASI とされた。ケプラーは、自身が1627年に刊行した『ルドルフ表 (Tabulæ Rudolphinæ)』でも ENGONASI, HERCULES と、エンゴナシとヘルクレスを併記している。
ドイツの法律家ヨハン・バイエルは、1603年に刊行した星図『ウラノメトリア』の中で HERCVLES というラテン語の星座名だけでなく ΕΝΓΟΝΑΣΙ というギリシア語の星座名も併記し、さらにヒュギーヌスが名を挙げたエンゴナシンのモデルとされる人物たちの名前も記した。バイエルは『ウラノメトリア』の中でヘルクレス座の星に対して α から ω までのギリシャ文字24個とラテン文字24個を用いて48個の星に符号を付した。
18世紀以降の星図・星表では Hercules という名称が定着した。1922年5月にローマで開催された国際天文学連合 (IAU) の設立総会で現行の88星座が定められた際にそのうちの1つとして選定され、星座名は Hercules、略称は Her と正式に定められた。
- アルブレヒト・デューラーの北天星図 (1515) に描かれたヘルクレス座 (Hercules)。竜の頭を左足で踏みつけ、右手に棍棒を持ち、左腕に獅子の皮をかけたヘーラクレースの姿が描かれている。
- ペトルス・アピアヌスの『皇帝天文学 (Astronomicum cæsareum)』 (1540) に描かれたヘルクレス座 (Hercules)。竜の頭を左足で踏みつけ、右手に棍棒を持ち、左手で獅子の首を掴んだヘーラクレースの姿が描かれている。
- ヨハン・バイエル『ウラノメトリア』に描かれたヘルクレス座。バイエルは、ヘルクレスの左手に棍棒を持たせ、右手にはリンゴの生った枝を握らせた。

### ケルベルス座の誕生と消滅
バイエルは、星座絵のヘーラクレースの右手にリンゴが生った木の枝を握らせて、ヘスペリデスの園からリンゴを獲った姿を表した。この「リンゴの枝を握ったヘーラクレース」の意匠は、1624年にヤコブス・バルチウスが出版した天文書『Usus Astronomicus Planisphaerii Stellati』にも引き継がれ、ヘルクレス座の描像として一般的なものとなっていった。
一方、18世紀ポーランド生まれの天文学者ヨハネス・ヘヴェリウスは、彼の死後の1690年に刊行された天文書『Prodromus Astronomiae』の中で、バイエルが握らせたリンゴの枝を3つの首を持つヘビの姿に置き換え、その部分にあった 93・95・102・109 の4つの星を用いて新たな星座「ケルベルス (Cerberus)」を作った。このヘヴェリウスによる改変は、それを受け入れる者、完全に無視する者、リンゴの枝とヘビの両方を合わせて描く者と、後世の星図製作者の対応も様々であった。たとえば17世紀イギリスのイエズス会士イグナス＝ガストン・パルディやフランスの天文学者フィリップ・ド・ラ・イール、オランダの地図製作者カレル・アラードなどは、ヘヴェリウスの改変を無視してヘーラクレースにリンゴの枝を握らせた。一方で、ニュルンベルクの天文学者ヨハン・ドッペルマイヤーはヘヴェリウスの改変を受け入れ、リンゴの枝には全く触れずヘビの姿だけを描いた。そして、18世紀イギリスの地図製作者で彫版工のジョン・セネクスは、1721年頃に出版した北天星図『Stellarum Fixarum Hemisphaerium Boreale』の中で2つの要素を混ぜ合わせ、リンゴの枝に絡み合う蛇として描写して Ramus Cerberus と呼んだ。このセネクスの描写は、ジョン・フラムスティードの星図『天球図譜 (Atlas Coelestis)』をフランスのジャン・ニコラ・フォルタンがフランス語訳して1776年に刊行した『Atlas céleste de Flamstéed』でも採用され、そのドイツ語版としてヨハン・ボーデが1782年に刊行した『Vorstellung der Gestirne』や1801年に刊行した『ウラノグラフィア (Uranographia sive Astrorum Descriptio)』にも引き継がれた。『ウラノグラフィア』では、ヘーラクレースが握るヘビと枝に対して「ケルベルスと枝」を意味する Cerberus et Ramus という名称が採用されたが、ヘルクレス座とは境界線で区切られず、ヘルクレス座の一部として扱われた。ボーデが採用したケルベルスと枝を合わせた意匠は19世紀の星図で一般的なものとなっていったが、その一方でイギリスの天文学者フランシス・ベイリーが編纂し彼の死後の1845年に刊行された『BAC星表 (The Catalogue of stars of the British Association for the Advancement of Science)』ではケルベルス座が採用されないなど、ケルベルス座の星々はヘルクレス座の一部と見なされるようになっていき、19世紀末頃には過去の星座として扱われるようになった。1899年に刊行されたアメリカのアマチュア博物家リチャード・ヒンクリー・アレンの星座解説書『星名とその意味 (Star-Names and Their Meanings)』では、ケルベルス座を sub-constellation としており、「かつてのヘルクレス座の付属物で、今や天文学者たちに全く認められていない」と紹介されていた。1922年にIAUが現行の88星座を定めた際もケルベルス座は選外となり、失われた星座となった。
Cerberus が描かれた17-19世紀の星図
- ヨハネス・ヘヴェリウス『Prodromus Astronomiæ』に描かれたヘルクレス座 (Hercules) とケルベルス座 (Cerberus)。3つの頭とヘビの尻尾を持つ猛犬として伝えられるケルベルスの姿が3つの首のヘビとして描かれている。
- ヨハン・ドッペルマイヤー『Atlas Novus Coelestis』(1742) に描かれたヘルクレス座。
- ジャン・ニコラ・フォルタン（英語版）『Atlas celeste de Flamsteed』 (3rd ed.1795) に描かれたヘルクレス座。ヘーラクレースの左手に握られた枝に絡み合うヘビが描かれている。
- ヨハン・ボーデ『ウラノグラフィア』(1801) に描かれたヘルクレス座。ヘーラクレースの左手に Cerberus et Ramus と名付けられたヘビと枝が握られている。
- 星図カード集『ウラニアの鏡』(1824) に描かれたヘルクレス座。

### 中東
古代バビロニアの天文に関する粘土板文書『ムル・アピン (MUL.APIN)』では、ヘルクレス座の星々は「エンリルの道」の21番目「エクル (Ekur) の立てる神々」と22番目「エクルの座す神々」に配されていた。「エクル」とはニップルに置かれた神殿のことで、この神殿に祀られていた蛇の下半身を持つ神々のことを指していたと考えられている。イギリスの芸術史研究家ギャビン・ホワイト (Gavin White) は、これら2つの神々の姿を融合して古代ギリシアのエンゴナシンの姿が作られたとする説を提唱している。

### 中国

中国清朝の1725年に完成・奏進された古今図書集成に描かれた「天市垣七公七星圖」。

ドイツ人宣教師イグナーツ・ケーグラー（戴進賢）らが編纂し、清朝乾隆帝治世の1752年に完成・奏進された星表『欽定儀象考成』では、ヘルクレス座の星々は、三垣の中垣「紫微垣」と下垣「天市垣」に配されていた。
| 垣または宿 | 星官     | 意味                   | 西洋星名との比定と中国星名     |
| ---------- | -------- | ---------------------- | ------------------------------ |
| 紫微垣     | 天棓     | 天軍の武器である鉄の棒 | ι                              |
| 天市垣     | 帝座     | 天皇大帝の玉座         | α                              |
| 天市垣     | 宦者     | 天帝に使える宦官       | 60                             |
| 天市垣     | 斗       | 量を量る単位           | ω・13・29・33                  |
| 天市垣     | 斛       | 量を量る単位           | 47・43                         |
| 天市垣     | 宗       | 皇族                   | 110・111                       |
| 天市垣     | 帛度     | 布地を測る物差し       | 95・102                        |
| 天市垣     | 屠肆     | 肉屋                   | 109・98                        |
| 天市垣     | 天市左垣 | 天市の西の城壁         | δ・λ・μ・ο・112                |
| 天市垣     | 天市右垣 | 天市の東の城壁         | β・γ・κ                        |
| 天市垣     | 天紀     | 天の秩序と調和         | ζ・ε・59・61・68・HD 160054・θ |
| 天市垣     | 女牀     | 女性の寝台             | π・69・ρ                       |
| 天市垣     | 七公     | 天帝の謀議にあずかる臣 | 42・τ・φ・χ                    |

## 神話

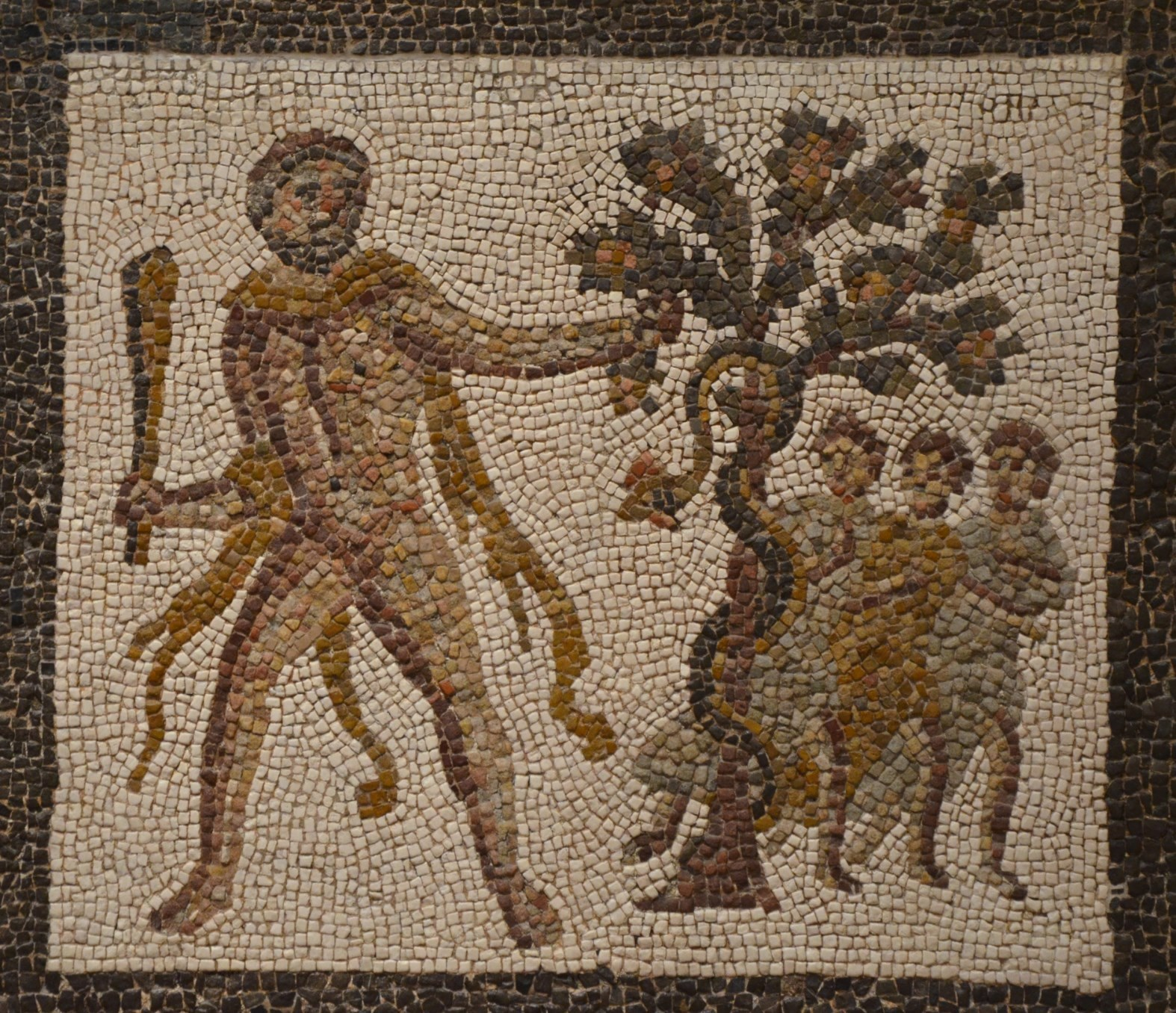
スペイン バレンシアの北にあるLlíriaで発見された、ヘーラクレースとヘスペリデスのリンゴを描いた3世紀頃のモザイク画。マドリッドの国立考古学博物館所蔵。

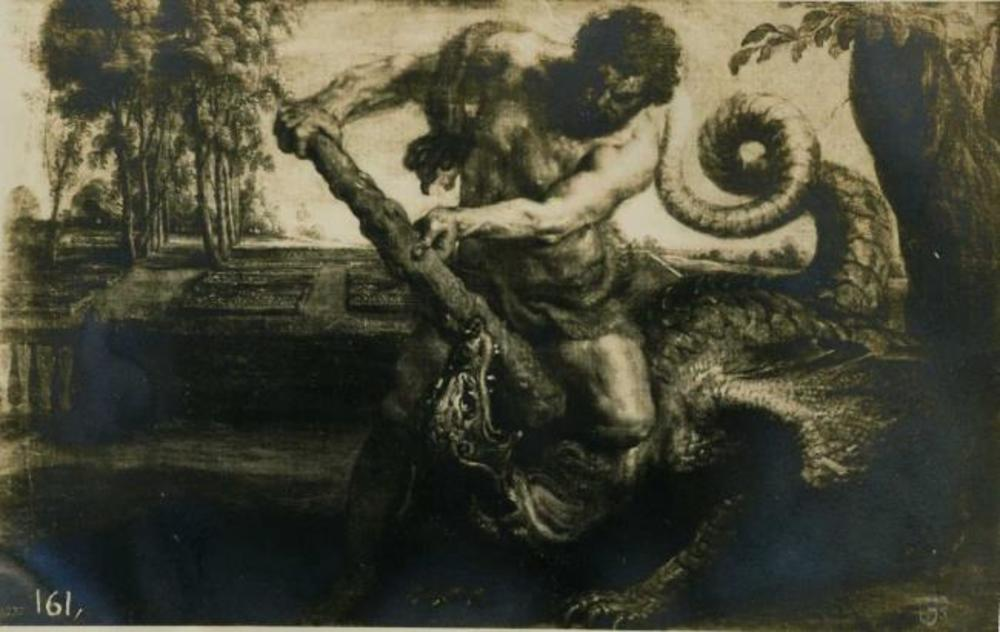
ピーテル・パウル・ルーベンスの晩年の絵画『ヘスペリデスの園のヘラクレス』(1639-1640)。プラド美術館所蔵。

エラトステネースの天文書『カタステリスモイ』では、エンゴナシンは、棍棒を掲げ、ライオンの皮をまとったヘーラクレースであると伝えている。エラトステネースは、女神ヘーラーがヘーラクレースに対抗させるためにヘスペリデスの園に置いたドラゴンをヘーラクレースが倒したことを記念するため、ゼウスによってそのときの姿で天に置かれた、と説明している。ヘーラクレースはドラゴンにまたがり、片方の膝でヘビを押さえつけながら、もう一方の足で蛇の頭を踏みつけており、右手には棍棒を持ち、左腕にはライオンの皮を巻いているとされた。
ヒュギーヌスは著書『天文詩』の中で、アテナイの三大悲劇詩人の一人に数えられるアイスキュロスの悲劇『解放されたプロメテウス』では、星座のヘーラクレースが戦っているのはドラゴンではなくリグリア人であるとされている、と伝えている。ヘーラクレースの功業の1つに数えられる「ゲーリュオーンの牛」を連れてくる途中でリグリア人の領土を通った際に、牛を奪おうとするリグリア人たちと争いになった。ヘーラクレースは多くのリグリア人を矢で射て倒したが、衆寡敵せず重症を負ってひざまずいていた。その息子の姿を哀れに思ったゼウスは、ヘーラクレースが投石できるように彼の周りに大量の石を置いた。この神話は、クロー平野に同じような大きさの石がゴロゴロと転がっているのか、その由来の説明として考案されたものと考えられている。
またヒュギーヌスは、ヘーラクレースではなくトロイゼーンで岩を持ち上げようとしているテーセウスの姿であるとする説も紹介している。紀元前2世紀頃の外交官ヘゲシアナクスによると、テーセウスの父であるアテナイ王アイゲウスは、岩の下にエロピア製の剣を置き、「岩を持ち上げて剣を父の下に届けられるほど強くなるまではテーセウスをアテナイに寄越してはならない」と彼の母アイトラーに申し伝えたとされる。ヒュギーヌスは、星座としてのテーセウスはできるだけ高く岩を持ち上げようと奮闘しているように見える、としている。また、隣りにあること座はテーセウスの竪琴であるとも言われ、紀元前5世紀頃の抒情詩人アナクレオンも「アイゲウスの息子テーセウスの近くに竪琴がある」と詠んでいる、と伝えている。ヒュギーヌスは、かんむり座が表す冠もテーセウスのものであるとする伝承も伝えており、これらのことからヘルクレス座・こと座・かんむり座の3星座は元々1つのグループとして考案された可能性も示唆されている。

## 呼称と方言
ラテン語の学名 Hercules に対応する日本語の学術用語としての星座名は「ヘルクレス」と定められている。現代の中国では武仙座と呼ばれている。
明治初期の1874年（明治7年）に文部省より出版された関藤成緒の天文書『星学捷径』では、「ヘルキュルス」という読みと「古ノ勇者」という説明で紹介された。また、1879年（明治12年）にノーマン・ロッキャーの著書『Elements of Astronomy』を訳して刊行された『洛氏天文学』では、上巻ではラテン語・英語とも「ヘルキュレス」として、下巻では「希古爾宿」という名称が紹介されていた。これらから30年ほど時代を下った明治後期には「ヘルクレス」という呼称が使われていたことが日本天文学会の会報『天文月報』の第1巻1号掲載の「四月の天」と題した記事中の星図で確認できる。この「ヘルクレス」という訳名は、東京天文台の編集により1925年（大正14年）に初版が刊行された『理科年表』にも引き継がれた。戦中の1944年（昭和19年）に天文学用語が見直しされた際も「ヘルクレス」が継続して使われることとされた。戦後の1952年（昭和27年）7月に日本天文学会が「星座名はひらがなまたはカタカナで表記する」とした際に、カタカナで「ヘルクレス」と定められ、以降この呼称が継続して用いられている。

## 主な天体

### 恒星
2等星以上に明るい星がないため大きな割りに地味な星座だが、小望遠鏡で分解して見える二重星を多数抱えている。
2025年1月現在、国際天文学連合 (IAU) によって11個の恒星に固有名が認証されている。
α星
太陽系から約329 光年の距離にある連星系。見かけの明るさ 3.33 等、スペクトル型 M5Ib-II の赤色超巨星Aと5.322 等のBからなる連星系で、約3600年の周期で互いの共通重心を公転していると見られている。B星はそれ自体が分光連星の可能性がある。A星は脈動変光星の分類の1つ「半規則型変光星」のサブグループSRC型に分類されており、2.74 等から4.00 等の範囲でその明るさを変化させる。A星には、アラビア語で「ひざまずく者の頭」を意味する言葉に由来するラスアルゲティ(Rasalgethi)」という固有名が認証されている。
β星
太陽系から約148 光年の距離にある、見かけの明るさ 2.77 等の分光連星。ヘルクレス座で最も明るく見える恒星。2.80 等のAa と6.50 等のAb の2星が1.124093 年の周期で互いの共通重心を公転していると見られている。ギリシア語で「棍棒を持つ者」を意味する言葉で、ルネサンス期の研究でヘルクレス座の名前として使われた κορυνηφόρος に由来する「コルネフォロス(Kornephoros)」という固有名が認証されている。
δ星
太陽系から約77 光年の距離にある、見かけの明るさ 3.13 等の分光連星。3.14 等のAa と4.40 等のAb の2星が連星を成していると考えられている。チェコの天文学者アントニーン・ベチュヴァーシュが1948年に刊行した『スカルナテ・プレソ星図』に記載された語源不明の名称に由来する「サリン(Sarin)」という固有名が認証されている。
κ星
太陽系から約394 光年の距離にある、見かけの明るさ 4.994 等、スペクトル型 G7III の黄色巨星で、5等星。26.8″離れた位置に見えるB星と見かけの二重星を成している。アラビア語で「肘」を意味する言葉に由来する「マルシク(Marsic)」という固有名が認証されている。
λ星
太陽系から約393 光年の距離にある、見かけの明るさ 4.41 等、スペクトル型 K3.5III の赤色巨星で、4等星。元はο星に付けられたアラビア語で「手首」を意味する言葉に由来する「マアシム(Maasym)」という固有名が認証されている。
ω星
太陽系から約249 光年の距離にある、見かけの明るさ 4.58 等、スペクトル型 A2VpCrSr のA型主系列星で、5等星。変光星としては回転変光星の分類の1つ「りょうけん座α2型変光星」に分類されており、極大期には4.57 等まで明るくなり、0.08等の振幅で明るさを変える。ラテン語で「棍棒」を意味する言葉 caiam に由来する「クヤム(Cujam)」という固有名が認証されている。
HD 146389
太陽系から約445 光年の距離にある、見かけの明るさ 9.39 等、スペクトル型 F8 の恒星で、9等星。2010年にトランジット法により軌道長半径0.07551±0.00085 auの公転軌道を6.871815±0.000042 日の周期で公転する2.712±0.065 MJ、1.079±0.044 RJの太陽系外惑星が発見された。2019年に開催されたIAUの100周年記念行事「IAU100 NameExoWorlds」でスロベニア共和国に命名権が与えられ、スロベニアの作家フラン・サレシュキ・フィンジュガールの歴史小説『自由な太陽の下で』の主人公に登場する人物にちなんで、主星は Irena、太陽系外惑星は Iztok と命名された。
HD 147506
太陽系から約419 光年の距離にある、見かけの明るさ 8.69 等、スペクトル型 F8V のF型主系列星で、9等星。2007年にトランジット法によって太陽系外惑星b が発見された。さらに2013年にはドップラー法によって2個目の系外惑星c が発見されている。2019年の「IAU100 NameExoWorlds」でハンガリー共和国に命名権が与えられ、フン族とハンガリー人の伝説的始祖フノルとマゴルにちなんで、主星は Hunor、太陽系外惑星b は Magor と命名された。
HD 149026
太陽系から約249 光年の距離にある、見かけの明るさ 8.14 等、スペクトル型 G0IV の準巨星で、8等星。2015年に開催されたIAUの太陽系外惑星命名キャンペーン「NameExoWorlds」で、フランスセーヌ＝マリティーム県トゥーサンのトゥーサン天文クラブ (Club d'Astronomie de Toussaint) からの提案が採用され、主星にガロ・ローマ文化の神 Ogmios と関係があると考えられるケルト神話の神にちなんで Ogma、惑星HD 149026 bに Smertrios という固有名が認証された。
HAT-P-14
太陽系から約733 光年の距離にある、見かけの明るさ 9.99 等、スペクトル型 F5V のF型主系列星で、10等星。2010年にトランジット法で太陽系外惑星が発見された。2019年の「IAU100 NameExoWorlds」でオーストリア共和国に命名権が与えられ、1955年公開のオーストリア映画『Sissi』に登場するオーストリア皇帝フランツ・ヨーゼフ1世とエリーザベト夫妻にちなんで、主星は Franz、太陽系外惑星は Sissi と命名された。
GSC 03089-00929
太陽系から約757 光年の距離にある、見かけの明るさ 12.402 等、スペクトル型 G の恒星で、12等星。2007年にトランジット法で軌道長半径0.0226±0.0013 auの公転軌道を1.30618608 日の周期で公転する1.91+0.06
−0.07 MJ、1.305±0.09 RJの太陽系外惑星TrES-3 が発見された。2019年の「IAU100 NameExoWorlds」でリヒテンシュタイン公国に命名権が与えられ、主星はトリーゼンベルク地方の方言で明るく目立つチョウを意味する Pipoltr、太陽系外惑星は南リヒテンシュタインの方言で小さくほとんど目に見えないアリを意味する Umbäässa と命名された。
このほか、以下の恒星が知られている。
γ星
太陽系から約177 光年の距離にある、見かけの明るさ 3.76 等、スペクトル型 A9IIIbn の巨星で、4等星。変光星としては脈動変光星の分類の1つ「半規則型変光星」のサブグループSRD型とされるが不確実性も残されている。極大期にはB等級で 4.02 等まで明るくなり、0.09 等の振幅でその明るさを変える。
ε星
太陽系から約165 光年の距離にある、見かけの明るさ 3.92 等、スペクトル型 A0V のA型主系列星で、4等星。「キーストーン」と呼ばれるアステリズムの中では最も暗い。
ζ星
太陽系から約35 光年の距離にある、見かけの明るさ 2.80 等の連星系。ヘルクレス座全体では3番目、「キーストーン」と呼ばれるアステリズムの中で最も明るく見える。スペクトル型 G0IV で2.95 等の主星A と5.40 等の伴星B の2星から成る連星系で、互いの共通重心を34.45 年の周期で公転している。地球から見て2星間の距離が最も広がる2025年-2026年にかけては口径150 ミリメートルの望遠鏡で分離できるが、その後は両星が接近するにつれて次第に難しくなっていく。
η星
太陽系から約111 光年の距離にある、見かけの明るさ 3.50 等、スペクトル型 G7IIIFe-1 の巨星で、4等星。「キーストーン」を構成する4つの星の1つ。
π星
太陽系から約367 光年の距離にある、見かけの明るさ 3.18 等、スペクトル型 K3II の輝巨星で、3等星。「キーストーン」を構成する4つの星の1つ。
ρ星
見かけの明るさ 4.17 等の三重星。4.90 等のAa、5.90 等のAb と5.40 等のB星から成る。Aa と Ab は2010年にスペックル干渉法で分解されて確認された。2020年に公開されたガイア計画の第3回データリリースでは、A星までの距離は328 光年、B星までの距離は367 光年と離れており、見かけの二重星と見られる。地球から見てA-Bの距離は3.90 ″離れており、小望遠鏡で2つの青白い星に分解して見ることができる。
T星
太陽系から約2830 光年の距離にある、スペクトル型 M2.5-8e の脈動変光星。平均164.98 日の周期で6.80 等から13.70 等の範囲でその明るさを変えるミラ型変光星で、アメリカ変光星観測者協会 (AAVSO) の「観測しやすい星」のリストにも挙げられている。
W星
太陽系から約5095 光年の距離にある、スペクトル型 M3.5-5e の脈動変光星。平均280.03 日の周期で7.60 等から14.40 等の範囲でその明るさを変えるミラ型変光星で、アメリカ変光星観測者協会 (AAVSO) の「観測しやすい星」のリストにも挙げられている。
95番星
太陽系から約432 光年の距離にある連星系。スペクトル型 A2IV で4.83 等のAと、スペクトル型 G5III で5.10 等のBの2星が連星を成していると考えられており、小望遠鏡では青と黄の2つの5等星のコントラストが大変美しく見える。
100番星
太陽系から約208 光年の距離にある、ともにスペクトル型 A3V で5.819 等のAと5.79 等のBの二重星。非常に近い位置にある2星だが、連星系を成しているとは考えられていない。A星はそれ自体が分光連星であり、5.90 等のAa と8.80 等のAb が約15.83 年の周期で互いの共通重心を公転していると考えられている。明るさも色も似通った青い星が並ぶ姿は、猫の瞳に喩えられることがある。
AC星
太陽系から約5540 光年の距離にある、見かけの明るさ 7.01 等、スペクトル型 F4Ibp のF型超巨星で、7等星。変光星としては脈動変光星の分類の1つ「おうし座RV型変光星」のサブグループRVA型のプロトタイプとされており、平均75.01 日の周期で6.85 等から9.00 等の範囲でその明るさを変える。
AM星
太陽系から約287 光年の距離にある、白色矮星とスペクトル型 M4.5-5Ve の赤色矮星の連星系。主星の白色矮星に強力な磁場によって伴星からの質量移動は主星の周囲に降着円盤を作ることができず、主星の磁極付近の狭い領域に直接流れ込んでいる。その衝突エネルギーによって生じるX線と可視光が明るさの変化として観測される。このような天体は「ポーラー(英: polar)」と呼ばれており、AM星はそのプロトタイプとされている。
変光星としては「強力かつ変光するX線源でもある可視光で変光する近接連星 (Optically Variable Close Binary Sources of Strong, Variable X-ray Radiation (X-ray Sources))」のサブグループAM型とXM型のプロトタイプとされており、12.3 等から15.7 等の範囲でその明るさを変える。
BL星
太陽系から約3850 光年の距離にある、スペクトル型 F0-F6II-III の巨星。脈動変光星の分類の1つ「おとめ座W型変光星」の中で最も変光周期が短いサブグループ「ヘルクレス座BL型変光星(CWB)」のプロトタイプとされており、1.307445 日の周期で、9.70 等から10.62 等の範囲でその明るさを変える。ヘルクレス座BL型変光星は、中心核でヘリウム燃焼過程にある0.6 M☉以下の種族IIの低質量星で、ヘルツシュプルング・ラッセル図上では水平分枝から漸近巨星分枝へと進化する過程にあると考えられている。
DQ星
太陽系から約1630 光年の距離にある白色矮星と赤色矮星の連星系。1934年12月13日の明け方、ふたご座流星群を観測中のイギリスのアマチュア天文家ジョン・フィリップ・マニング・プレンティスが新星爆発で3等級まで増光していたこの星を発見した。その後1.3等まで増光したのち、爆発から100日後に急激に光度が低下し始め、その後1ヶ月で10等級近く暗くなった。数百日すると光度がある程度回復し、その後はだんだんと暗くなりながら静穏状態に移行した。この急激な光度低下は、爆発後に塵が形成されたことによるものと考えられている。
白色矮星の周囲には伴星からの質量移動による降着円盤が存在しており、そこから強い磁場を持つ白色矮星の磁極に物質が流れ込んでいる。このような天体は「中間ポーラー(英: intermidiate polar)」と呼ばれており、DQ星 はそのプロトタイプとされている。静穏状態でも4時間39分周期の光度変化が見られており、これは加熱された降着円盤で生じる光を伴星が覆い隠すことで生じると考えられている。また、食による変光とは別に71秒周期の変光も観測されており、こちらは白色矮星の自転によって物質が流れ込む磁極の部分が観測者から見え隠れすることで生じると考えられている。変光星としては激変星の分類の1つである新星のうち光度減少が遅いサブグループNB型のプロトタイプの1つとされ、またアルゴル型食変光星としても分類されている。
SX星
太陽系から約5200 光年の距離にある、スペクトル型 KIIvw の赤色巨星。1907年にアメリカの天文学者ヘンリエッタ・スワン・リービットが発見した。変光星としては半規則型変光星のサブグループSRD型のプロトタイプとされており、平均103.5 日の周期で7.9 等から9.3 等の範囲でその明るさを変える。
ヘルクレス座X-1
太陽系から約2万1500 光年の距離にある低質量X線連星 (英: Low Mass X-ray Binary, LMXB)。1971年11月、NASAのX線天文衛星「ウフル」がヘルクレス座方向から不思議な変動を示すX線パルスを発見し、ヘルクレス座X-1 (Hercules X-1) と命名された。1972年には、1936年にゾンネベルク天文台のドイツ人天文学者クーノ・ホフマイスターが発見した約14等級の食変光星ヘルクレス座HZ星がこのX線源と同じ食の周期と位相を持つことが示され、同定された。
このX線連星は、太陽と同程度の質量の中性子星と太陽の約2倍の質量を持つ恒星からなる近接連星であり、中性子星の自転（1.24 秒周期）、連星の公転周期（1.7 日周期）、および中性子星を取り巻く降着円盤の歳差運動（35日周期）によって観測されるX線と可視光の強さに複雑な規則性を持つ変動が生じると考えられている

### 星団・星雲・銀河
18世紀フランスの天文学者シャルル・メシエが編纂した『メシエカタログ』に挙げられた球状星団が2つ位置している。
M13
太陽系から約2万6000 光年の距離にある球状星団。「ヘルクレス球状星団 (Hercules Globular Cluster)」の通称でも知られる。1714年にエドモンド・ハリーが発見した。「キーストーン」を形作る ζ と η を結ぶ線分上のη寄りの位置にある。見かけの明るさ 5.8 等と北天の球状星団では最も明るく、双眼鏡で見ることができる。口径100 ミリメートルの望遠鏡を使えば、星団を個々の星の像にまで分解して見ることができる。
1974年11月16日、コーネル大学のフランク・ドレイクを中心としたチームは、プエルトリコのアレシボ天文台の口径305 メートル電波望遠鏡の大規模改修を記念する式典の際、のちに「アレシボ・メッセージ」と呼ばれる無線メッセージを大電波望遠鏡からこの星団に向けて送信した。
M92
太陽系から約2万9000 光年の距離にある球状星団。1777年にヨハン・ボーデが発見、1783年にはウィリアム・ハーシェルが初めて個々の星に分解している。見かけの明るさ 6.52 等と明るいため、双眼鏡でもぼやけた星像で見ることができる。最も年老いた球状星団の1つとされており、2023年の研究では、その年齢は約138億歳とされる宇宙年齢に匹敵する13.80±0.75 Gaと算出された。地球の歳差運動の影響により、約1万4000 年後には天の北極から1°未満の位置に見えるようになると考えられている。
NGC 6210
太陽系から約7530 光年の距離にある惑星状星雲。1825年にドイツの天文学者フリードリッヒ・ゲオルク・ヴィルヘルム・フォン・シュトルーベが発見した。口径75 mm以上の望遠鏡では青緑の楕円形をした姿を見ることができる。
Arp 272
天の川銀河から約4億5000万 光年の距離にある、衝突中のNGC 6050とIC 1179 という2つの渦巻銀河による相互作用銀河 (英: interacting galaxies)。2つの銀河は共にヘルクレス座銀河団のメンバーであり、近くに見える小さな銀河も相互作用している可能性がある。
ヘルクレス座銀河団 (Abell 2151, ACO 2151)
天の川銀河から約5億 光年の距離にある銀河団。直径600万 光年の領域に75個の明るい銀河と数多くの暗い銀河が存在しており、地球からは1.7°の大きさに見える。ガスと塵に富み、盛んに星形成が行われる渦巻銀河が多く、一方で星形成の少ない楕円銀河は少ない。小さな銀河群や銀河団が継続的に融合して現在の姿になったと考えられており、はるか遠くにある初期宇宙の若い銀河団の姿に似ているものと考えられている。
ヘルクレス座超銀河団 (SCl 160)
ヘルクレス銀河団を始めとした13個の銀河団を中心に、直径3億光年以上の領域に広がる超銀河団。地球からは、ヘルクレス座の北西部からかんむり座、へび座頭部に掛けての40°ほどの楕円形の領域に広がって見える。中心となる13個の銀河団の質量は4.82×1015M☉と見積もられており、これは近くにあるしし座超銀河団やおおぐま座超銀河団に比べてより規模が大きいとされる。
- 2014年にアリゾナ州キットピーク国立天文台で撮影された球状星団M13。
- NASA/ESA のハッブル宇宙望遠鏡 (HST) の掃天観測用高性能カメラ (Advanced Camera for Surveys, ACS) の観測データを画像処理して得られた球状星団M92の画像。
- 2010年にHSTの広視野惑星カメラ2 (Wide Field Planetary Camera 2, WFPC2) で撮像された惑星状星雲NGC 6210。
- 2008年にHSTのWFPC2で撮像された相互作用銀河Arp 272。画像左の渦巻銀河NGC 6050[152]と画像右のIC 1179[153]が衝突合体している姿が捉えられている[161]。
- ヨーロッパ南天天文台 (ESO) が運用するチリ パラナル天文台VLTサーベイ望遠鏡（英語版）の OmegaCAM で撮像されたヘルクレス座銀河団[162]。

## 流星群
ヘルクレス座の名前を冠した流星群で、IAUの流星データセンター (IAU Meteor Data Center) で確定された流星群 (Established meteor showers) とされているものは、ヘルクレス座x流星群 (x-Herculids, XHE)、ヘルクレス座τ流星群 (tau-Herculids, TAH) の2つ。ヘルクレス座x流星群は、2012年8月に新たに追加された群で、3月13日頃に極大を迎える。